# Eoacmaea pustulata
Eoacmaea pustulata is een slakkensoort uit de familie van de Eoacmaeidae. De wetenschappelijke naam van de soort is voor het eerst geldig gepubliceerd in 1779 door Helbling.